# Ethan Warren
Ethan Warren (Brisbane, 2 oktober 1991) is een Australisch schoonspringer.
Op veertienjarige leeftijd maakte Warren de overstap van turnen naar schoonspringen. In 2007 werd hij bij de junioren kampioen op de 1m, 3m en 10m individueel en in 2008 opnieuw op de 3 en 10m. 
Op de Australische kampioenschappen van 2009 won Warren zilver op de 1m individueel. In 2010 kwalificeerde hij zich voor vier disciplines op de Gemenebestspelen: de 3 en 10m individueel en synchroon. Hij won twee zilveren medailles, beide op de synchroondisciplines, samen met Matthew Mitcham. Op de 3m individueel werd hij achtste, op de 10m vijfde. Dat jaar haalde hij op de Australische kampioenschappen van 2010-2011 driemaal goud en tweemaal zilver. Op de Australische kampioenschappen van 2011-2012 won hij driemaal goud: op de 1m en 3m individueel en op de 3m synchroon met Grant Nel. 
Hij kwalificeerde zich voor de Olympische Zomerspelen van 2012 op de 3m, ondanks het feit dat er half 2011 myocarditis was vastgesteld bij Warren. Hierdoor verbleef Warren een week in het ziekenhuis en kwam hij drie en een halve maand niet in competitie, waardoor hij de Wereldkampioenschappen schoonspringen miste. Op de Olympische Spelen werd Warren zevende in de finale van de 3 meter.